# ملاقات با مرگ
ملاقات با مرگ (به انگلیسی: Appointment with Death) کتابی جنایی اثر جنایی‌نویس مشهور، آگاتا کریستی می‌باشد و شخصیت اصلی آن هرکول پوآرو است.

## خلاصه داستان
داستان از یک شب مطبوع آغاز می شود که هرکول پوآرو که به اورشلیم سفر کرده، کنار پنجره اتاق هتل خود ایستاده و از پنجره اتاق بالایی این کلمات را می شنود: " خودت ببین دیگه، راهی برامون نمونده، باید کشته بشه...". فردای آن روز گروه توریستی برای بازدید از صخره های پترا راهی می شوند، گروه توریستی شامل افراد زیادی است از جمله خانواده بوینتون. خانواده ای که توجه همه را به خود جلب می کنند زیرا مادر خانواده فردی بشدت سادیستیک است و بچه های این خانواده همگی دچار مشکلات روحی روانی ناشی از آزارهای مادر خانواده هستند، تمامی حرکات و حرف های خانم بوینتون پر از نیش و کنایه و تهدید است و همه اطرافیانش از او متنفرند. همه گروه باهم برای بازدید می روند و فقط خانم بوینتون بالای یک صخره می نشیند، در هنگام غروب که گروه به چادرهایشان برمی گردند متوجه می شوند که خانم بوینتون که برروی صندلی بالای یک صخره نشسته به قتل رسیده...